# Кубрак, Вячеслав Анатольевич
Вячеслав Анатольевич Кубрак (укр. В'ячеслав Анатолійович Кубрак; 11 апреля 1986, с. Миролюбовка, ныне Бериславский район, Херсонская область — 11 октября 2019, Днепр) — украинский военнослужащий, прапорщик. Герой Украины (2020).

## Биография
Родился 11 апреля 1986 в селе Миролюбовка, Херсонской области. Проходил службу в составе сапёрных подразделений. Находился в составе Сил по поддержанию порядка в Косово, где отличился при спасении польских военнослужащих. После проходил службу на Украине, в составе 17-й танковой бригады. В составе бригады ликвидировал последствия взрыва на 61-м складе боеприпасов ВСУ. После проходил службу в Крыму в составе 36-й отдельной бригады морской пехоты. После входа российских войск на территорию Крыма был эвакуирован на материк. Проходил службу на Востоке Украины, где в сентябре 2014 года получил боевое крещение. Служил сапёром 36 сапёрной бригады, 8 октября 2019 года во время выполнения служебного долга получил ранения вследствие минного взрыва. 11 октября 2019 года умер в больнице.

## Награды
- Герой Украины — «за личное мужество и героизм, проявленные при защите государственного суверенитета и территориальной целостности Украины». Указ о награждении подписан Президентом Украины 22 августа 2020 года[3].
- Орден «За мужество» 3 степени — «за личное мужество и героизм, проявленные при защите государственного суверенитета и территориальной целостности Украины». Указ Президента Украины от 23 августа 2019 года[4].
- Медаль «За безупречную службу» 3 степени — «За личное мужество, проявленное при защите государственного суверенитета и территориальной целостности Украины, образцовое выполнение воинского долга и по случаю Дня морской пехоты». Указ Президента Украины от 22 мая 2018 года[5].